# Lipetsk
Lipetsk (en russe : Липецк) est une ville de Russie et le centre administratif de l'oblast de Lipetsk. Sa population s'élevait à 503 216 habitants en 2021.

## Géographie
Lipetsk est bâtie sur les bords de la rivière Voronej, à 107 km au nord de Voronej et à 372 km au sud-sud-est de Moscou.

## Histoire
Lipetsk est mentionnée pour la première fois dans les chroniques russes du XIIIe siècle. Lipetsk signifie « lieu près des tilleuls ». La ville fut détruite en 1284 par les Mongols. En 1702, Pierre le Grand ordonna la construction d'une fonderie à Lipetsk, près de gisements de minerai de fer, afin de fabriquer des projectiles d'artillerie. En 1796, Lipetsk était devenue une des principales villes du gouvernement de Tambov. En 1879, la ville accueillit un congrès des membres de l'organisation révolutionnaire Zemlia i Volia (Terre et Liberté).
De 1926 à 1933, Lipetsk accueillit un centre d'entraînement pour des pilotes de la Reichswehr et de test pour les avions allemands, à la suite d'un accord secret passé dans le cadre du traité de Rapallo (1922) entre la République de Weimar et l'Union soviétique pour contourner le traité de Versailles.
La construction d'un grand combinat sidérurgique à partir de 1931 marqua le point de départ d'un rapide développement de la ville.
Le 6 janvier 1954, Lipetsk devint la capitale administrative de la nouvelle oblast de Lipetsk.

## Population et société

### Démographie
Recensements ou estimations de la population
| 1856   | 1897*  | 1926*  | 1939*  | 1959*   |
| ------ | ------ | ------ | ------ | ------- |
| 11 300 | 20 524 | 21 079 | 66 644 | 156 515 |

| 1970*   | 1979*   | 1989*   | 2002*   | 2010    |
| ------- | ------- | ------- | ------- | ------- |
| 289 138 | 395 638 | 449 635 | 506 114 | 508 124 |

| 2012    | 2013    | 2014    | 2015    | 2016    |
| ------- | ------- | ------- | ------- | ------- |
| 508 066 | 509 098 | 509 719 | 510 152 | 510 020 |

| 2017    | 2018    | 2019    | 2020    | 2021    |
| ------- | ------- | ------- | ------- | ------- |
| 510 439 | 509 735 | 509 420 | 508 573 | 503 216 |

### Universités
- Université technique de Lipetsk (ru) (Липецкий государственный технический университет)
- Université pédagogique de Lipetsk (ru) (Липецкий государственный педагогический университет)
- Institut de droit et d'économie de Lipetsk (Липецкий институт права и экономики)
- Institut de gestion de Lipetsk (Липецкий институт управления)
- Filiale de l'Université linguistique d’État de Nijni Novgorod

### Sports
- FK Metallourg Lipetsk, club de football fondé en 1957.
- HK Lipetsk, club de hockey sur glace fondé en 1979.
- VK Lipetsk-Indesit, club de volley-ball fondé en 1994.

## Économie
Un vaste complexe sidérurgique fut construit à Lipetsk dans le cadre du Premier Plan quinquennal, entre 1931 et 1934. Le Combinat métallurgique de Novolipetsk (NLMK) a été privatisé en 1993. C'est en 2006 le troisième producteur d'acier de Russie avec plus de 9 millions de tonnes. Le complexe s'étend sur 27 km2 et emploie plus de 40 000 travailleurs.

Vue de l'usine NLMK.

L'économie locale compte une autre usine sidérurgique (Svobodny Sokol), une usine de tracteurs (LTZ) et une importante usine de réfrigérateurs (Stinol, à capitaux italiens).
Une base aérienne militaire est implantée en périphérie de la ville. Elle a été la cible d'une attaque de drones ukrainiens le 9 août 2024.

## Transports
Par la route, Lipetsk se trouve à 132 km de Voronej, à 137 km de Tambov, à 271 km de Toula et à 423 km de Moscou.

## Personnalités liées à la ville
- Mikhaïl Vodopianov (1899-1980), aviateur soviétique, Héros de l'Union soviétique.
- Svetlana Kryoutchkova (1985-), joueuse de volley-ball russe.
- Dmitry Kulikov (1990-), joueur de hockey sur glace russe.
- Oleg Pechkov (ru) (1970-2015), pilote tué lors de la destruction d'un bombardier russe par la Turquie, enterré dans l'allée des Héros du cimetière de la ville[6], Héros de la Fédération de Russie.

## Jumelages
- Cottbus (Allemagne) depuis 1992
- Anshan (province de Liaoning) (Chine) depuis 1992
- Fabriano (Italie) depuis 2003